# Эмери I де Шательро
Эмери I де Шательро (Aimery Ier de Châtellerault) (не ранее 1076—1136) — виконт Шательро. Сын Бозона II де Шательро (ум. не ранее 1108) и Алиеноры де Туар (ум. после 1108).
Не позднее 1104 года женился на Амоберге (Данжерёзе) (ум. 1151), согласно Europäische Stammtafeln — дочери Бартелеми I де л’Иль Бушара и Герберги де Блезон.
Дети:
- Гуго II (ум. между 1170 и 1175) — виконт де Шательро.
- Рауль (ум. 1190), сеньор де Фэи (по правам жены).
- Аэнор, с 1121 г. жена герцога Аквитании Гильома X, мать Алиеноры Аквитанской.
- Амабль, жена графа Ангулема Вульгрина II.

В 1112 году Амоберга де л’Иль Бушар сбежала от мужа и стала любовницей аквитанского герцога Гильома IX, который поселил её в Пуатье в новом замке Мобержон и из-за неё в 1115 году развёлся со второй женой. Он был отлучён от церкви, но протекция троюродного брата — папы Каликста II способствовала снятию церковного отлучения.
Предполагается, что их сыном был Раймонд де Пуатье (погиб в бою в 1149 году) — князь Антиохии.
В хронике аббатства Нуайе (Noyers) есть запись, датированная приблизительно 1136 годом. В ней говорится о смерти виконта Эмери «Aimericus vice-comes Castri Araudi», принявшего монашеский постриг, и о том, что его сын Гуго подтвердил привилегии монастыря.